# Missile hypersonique
Pour les articles homonymes, voir Missile (homonymie).
Un missile hypersonique est un missile qui évolue à des vitesses supérieures à Mach 5. Un missile balistique intercontinental est ainsi hypersonique.
Des missiles hypersoniques manœuvrables sont développés par différents pays car ils ont un temps de vol plus court qu'un missile de croisière « classique » (subsonique ou bas supersonique) d'une portée équivalente, et qu'ils permettent par leur trajectoire non prévisible de déjouer les systèmes de défense antimissile, contrairement aux missiles balistiques.

## Typologie
On distingue deux types de missiles hypersoniques manœuvrables, :
- les missiles de croisière hypersoniques (HCM, en anglais : Hypersonic Cruise Missile), autopropulsés et évoluant à des altitudes inférieures à 30 km ;
- les planeurs hypersoniques (HGV, Hypersonic Glide Vehicle), des véhicules de rentrée atmosphérique lancés par un missile balistique mais utilisant leur portance et leur manœuvrabilité pour réaliser une trajectoire atmosphérique non prévisible (non balistique).

Des projectiles hypervéloces (HPV, HyperVelocity Projectile) tirés par l'artillerie sont aussi envisagés (exemple MDAC).

## Histoire
Des missiles hypersoniques Kh-47M2 Kinjal (non nucléaires) sont utilisés pour la première fois au combat au cours de l'invasion russe de l'Ukraine, les 19 et 20 mars 2022, pour détruire un entrepôt d’armement ukrainien à l’ouest du pays. Selon les renseignements américains, entre 10 et 12 armes hypersoniques ont été utilisées par l'armée russe durant l'invasion à la date du 10 mai 2022.
En avril 2022, l'agence américaine d'innovation de la défense, la DARPA, annonce que le missile hypersonique HAWC (Hypersonic Air-breathing Weapon Concept) a réussi son deuxième tir et est prêt pour être utilisé lors d'un conflit armé. Les États-Unis, le Royaume-Uni et l'Australie, dans le cadre de leur alliance militaire AUKUS, annoncent le même mois lancer le développement conjoint d'armes hypersoniques afin de suivre les progrès russes et chinois dans ce type d'armes.
Par ailleurs, le Japon et les États-Unis collaborent pour chercher des solutions défensives contre ces missiles. Les efforts américains en ce sens ont démarré en 2020.

## Défense antimissile hypersonique
Les missiles hypersoniques manœuvrables sont, de par leur capacité de manœuvre à haute vitesse, beaucoup plus difficiles à intercepter car leur trajectoire n'est pas prévisible (un ICBM vole bien plus vite mais suit une trajectoire parabolique classique) et leur prolifération engendre une nouvelle course aux armements.
Cependant, le système de missile Patriot modifié peut être utilisé avec succès contre les missiles hypersoniques aérobalistiques comme démontré par la destruction de missiles Kh-47M2 Kinjal russes par l'Ukraine lors de l'Invasion de l'Ukraine par la Russie depuis 2022. Le Joint All-Domain Command and Control (en) peut être utilisé pour repérer et intercepter des cibles, y compris celles hypersoniques.
L'intercepteur de nouvelle génération Enhanced Hypersonic Missile Defense est en cours de développement par la Missile Defense Agency américaine. En juin 2022, Raytheon et Northrop Grumman ont été sélectionnés par le MDA pour développer le Glide Phase Interceptor (GPI) après que Lockheed Martin a été disqualifié de la compétition. En septembre 2022, il est annoncé que le programme est entré dans la phase de conception préliminaire. La United States Space Force a un programme de suivi par satellites.
Lancée en 2015, la modernisation des missiles Aster (Aster B1 NT - nouvelle technologie) / Système SAMP/T (SAMP/T NG - nouvelle génération) permet d'intercepter les missiles hypersoniques, grâce à un nouvel autodirecteur en bande Ka et un nouveau calculateur. Le premier tir de validation opérationnelle est réalisé et réussi par la DGA en octobre 2024. Il sera mis en service dans l'armée française début 2026,.
Le 14 juin 2023, Rafael Advanced Defense Systems dévoile le missile intercepteur de missile hypersonique SkySonic, qui est officiellement présenté au salon du Bourget de 2023.
La Commission européenne attribue le projet de défense antimissile hypersonique EU HYDEF (European Hypersonic Defence Interceptor) au groupe espagnol Sener, alors en concurrence avec la société française MBDA.
La Commission européenne finance un deuxième projet de défense antimissile hypersonique qu'elle attribue cette fois à MBDA et le 20 juin 2023, l'industriel présente son concept d'intercepteur de missiles hypersoniques, surnommé Aquila, développé dans le cadre des plans de déploiement d'une capacité d'intercepteur endo-atmosphérique en 2030, financé par le Fonds européen de la défense et soutenu industriellement par le consortium dirigé par MBDA Hypersonic Defence Interception Study (HYDIS²), impliquant 19 partenaires industriels et 30 sous-traitants de 14 pays européens.